# Ignao
Ignao es una aldea localizada en la comuna de Lago Ranco, Provincia del Ranco en la XIV Región de Los Ríos, zona sur de Chile.